# Gołębice
Gołębice est une localité polonaise de la gmina de Dziadowa Kłoda, située dans le powiat d'Oleśnica en voïvodie de Basse-Silésie.